# Kadeisha Buchanan
Kadeisha Buchanan (Toronto, Canadá; 5 de noviembre de 1995) es una futbolista canadiense. Juega como defensa en el Chelsea de la FA Women's Super League de Inglaterra y en la selección de Canadá.

## Clubes
| Club                       | País           | Año         |
| -------------------------- | -------------- | ----------- |
| Toronto Lady Lynx          | Canadá         | 2013        |
| West Virginia Mountaineers | Estados Unidos | 2013 – 2016 |
| Ottawa Fury                | Canadá         | 2014        |
| Vaughan Azzurri            | Canadá         | 2016        |
| Olympique de Lyon          | Francia        | 2017 - 2022 |
| Chelsea                    | Inglaterra     | 2022 - Act. |

## Palmarés

### Campeonatos nacionales
| Título              | Club           | País | Año         |
| ------------------- | -------------- | ---- | ----------- |
| Division 1 Féminine | Olympique Lyon | País | 2016 - 2017 |
| Copa de Francia     | Olympique Lyon | País | 2017        |

### Campeonatos internacionales
| Título                                  | Equipo         | Sede     | Año  |
| --------------------------------------- | -------------- | -------- | ---- |
| Torneo de las Cuatro Naciones           | Canadá         | China    | 2015 |
| Copa de Algarve                         | Canadá         | Portugal | 2016 |
| Juegos Olímpicos de Río de Janeiro 2016 | Canadá         | Brasil   | 2016 |
| Liga de Campeones femenina de la UEFA   | Olympique Lyon | Gales    | 2017 |
| Liga de Campeones femenina de la UEFA   | Olympique Lyon | Ucrania  | 2018 |
| Juegos Olímpicos de Verano              | Canadá         | Tokio    | 2020 |

### Distinciones individuales
| Distinción                    | Evento                                  | Año  |
| ----------------------------- | --------------------------------------- | ---- |
| Futbolista Canadiense del Año | Futbolista del año en Canadá            | 2015 |
| Futbolista Joven de la FIFA   | Copa Mundial Femenina de Fútbol de 2015 | 2015 |
| FIFA/FIFPro World XI          | FIFA/FIFPro World XI                    | 2015 |
| Futbolista Canadiense del Año | Futbolista del año en Canadá            | 2017 |
| Futbolista Canadiense del Año | Futbolista del año en Canadá            | 2020 |